# Argiope
Argiope és un gènere d'aranyes araneomorfes de la família Araneidae que inclou aranyes grans i espectaculars que presenten un gran dimorfisme sexual, sent les femelles (d'uns 2,5 cm) el triple de grans que els mascles (d'uns 8 mm). Aquestes espècies tenen un abdomen notablement acolorit i estan distribuïdes a tot el món, i els països amb climes temperats alberguen més d'una espècie semblant.